# Neuromobilizacja
Neuromobilizacja jest terapią manualną, w której na układ nerwowy działa się bezpośrednio, na struktury tkanek nerwowych, aby usprawnić ich elastyczność. Ta metoda opiera się na zrozumieniu anatomii i fizjologii układu nerwowego oraz zdolności do precyzyjnego manipulowania nerwami w celu przywrócenia prawidłowej funkcji.
Terapia ta ma na celu normalizację procesów nerwowych, a przez to pełniejsze przekazywanie informacji w organizmie i usprawnienie procesów naprawczych. W niektórych przypadkach pozwala ono na natychmiastową poprawę funkcji i szybszą regenerację podrażnionych tkanek nerwowych. 
Neuromobilizacja polega na napinaniu lub uruchamianiu nerwów przez odpowiednie kombinacje ustawień i trakcji, przeprowadzane podobnie jak w testach napięciowych.

## Zastosowanie neurmobilizacji w praktyce klinicznej
Neuromobilizacja jest szeroko stosowana w rehabilitacji pacjentów z różnymi zaburzeniami nerwowo-mięśniowymi, takimi jak zespoły cieśni nadgarstka, rwa kulszowa, zapalenie nerwu łokciowego czy uszkodzenia nerwów obwodowych. 